# Mahart
Mahart (sigle de : Magyar Hajózási Részvénytársaság) est une compagnie de bateau-omnibus et de transport fluvial effectuant des liaisons entre Budapest et plusieurs villes sur le Danube, jusqu'à Bratislava et Vienne. 

## Guides
- Budapest City Trip 2010 (Collectif, Dominique Auzias, Jean-Paul Labourdette)
- Frommer's Budapest & the Best of Hungary (Christina Shea, Joseph S. Lieber, Erzsébet Barát)